# Chlorostilbon alice
Esmeralda-de-cauda-verde (Chlorostilbon alice) é uma espécie de ave da família Trochilidae (beija-flores).
Apenas pode ser encontrada na Venezuela.
Os seus habitats naturais são: florestas subtropicais ou tropicais húmidas de baixa altitude, regiões subtropicais ou tropicais húmidas de alta altitude e florestas secundárias altamente degradadas.